# Phytotoma rutila
Phytotoma rutila е вид птица от семейство Cotingidae.

## Разпространение
Видът е разпространен в Аржентина, Боливия, Бразилия, Парагвай и Уругвай.